# Anna Kettler (1345-)

Wapen Kettler / von Ketteler

Anna Kettler ook bekend als Anna von Kettler zu Hovestadt (1345-), was de dochter van Conrad IV Kettler (1315 - ca. 1380) en Mathilde (Mette) van Soest, (1320 - na 1358).
Haar vader bezat de Burgleen van Hovestadt en ook het Werdener leen Schermbeck bij Hovestadt.
Zij trouwde in 1365 met Diederik III von der Recke (1340-1390). Hij was een zoon van Godhard I von der Recke (-1365) en Gunda van Hilbeck. Het geslacht von der Recke behoort tot de Duitse Uradel.
Uit haar huwelijk zijn de volgende kinderen geboren:
- Godhard II von der Recke (1370-1429)
- Johan von der Recke (1370-1420) heer van de Burg Recke in Camen, Horst, Neuenburg en Curll. Bij de verdeling van zijn vaders goederen ontving hij de Recke-Burg in Camen en grote bezittingen op de Pelkumer Heide. Hij trouwde in 1395 met Fijtje van Böckenförde (1375-).

Godhard II was de stamvader van de takken Heeren, Heessen, Steinfurt en Stockhausen. Zijn broer Johan werd de stamvader van de takken Camen, Horst, Neuenburg en Curll.

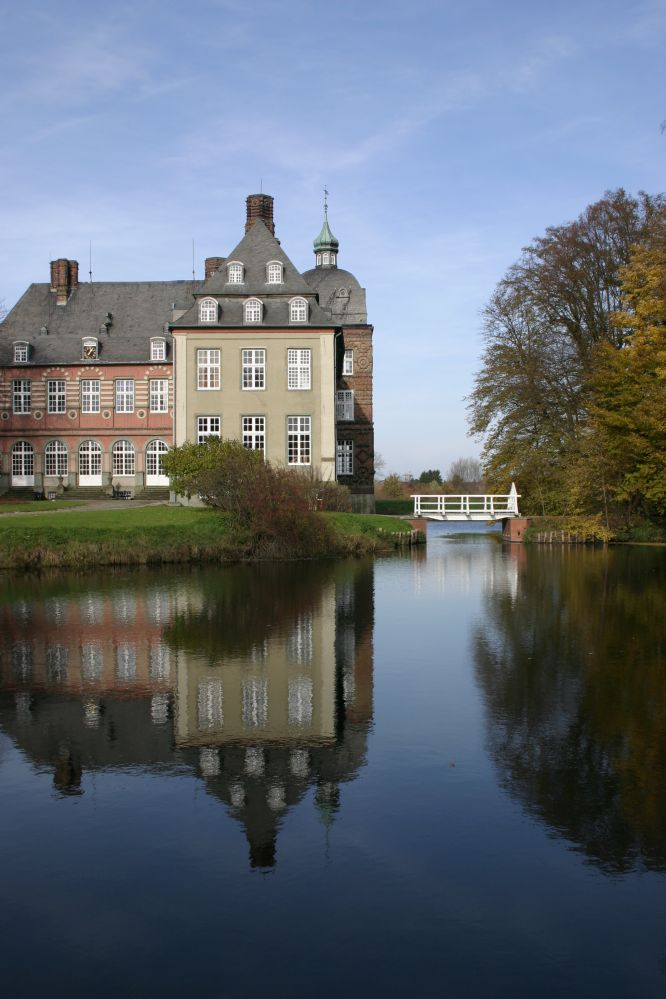
Schloss Hovestadt (2005)
Wapen von der Recke